# Produktionsprozess
Aus technischer Sicht sind Produktionsprozesse Prozesse der Weiterverarbeitung von Produktionsfaktoren, dh Roh-, Hilfs- und Betriebsstoffen; aus ökonomischer Sicht sind sie Umwandlungsprozesse, die mit Wertschöpfung einhergehen. Produktionsprozesse vollziehen sich in Produktionssystemen durch Transformation von Material aus einem Rohzustand in einen Fertigzustand. Die Produktion geschieht dabei durch aufeinander folgende Produktionsoperationen.  Dazu können Änderungen von Stoffeigenschaften, des Stoffzusammenhalts sowie der räumlichen Lagebeziehungen vollzogen werden. Produktionsprozesse bilden in der Produktionswirtschaft den Schwerpunkt betrieblicher Produktion.

## Allgemeines
Unter einem Produktionsprozess wird ein in der Regel standardisierter Arbeitsablauf verstanden, in dem mit vorgegebenen Fertigungsverfahren, Arbeitsmitteln und Betriebsmitteln durch maschinelle und/oder manuelle Be- und Verarbeitung von Rohstoffen oder Zwischenprodukten ein verkaufsfähiges Produkt hergestellt wird. Das Zusammenwirken der produktionsbezogenen und betriebswirtschaftlichen Prozesse eines Unternehmens wird auch als Produktionssystem (Unternehmen) bezeichnet.
Als standardisiert gilt ein Prozess, der in Hinblick auf bestimmte Anforderungen festgelegt ist, u. a. hinsichtlich der Produktqualität, der Arbeitsproduktivität und Wirtschaftlichkeit, dem Arbeits- und Gesundheitsschutz und der Arbeitssicherheit und ökologischen Kriterien, und der immer wieder dementsprechend durchgeführt wird. Die Durchführung wird durch die Arbeitsplanung in einem Arbeitsplan beschrieben, wobei aus unterschiedlichen Fertigungsverfahren das jeweils am besten geeignete Verfahren auswählt werden muss. Beispiel: Um elektrische Bauteile zu löten, kann ein Handlötkolben oder Zinnbad etc. verwendet werden. Die Methoden erfüllen unterschiedliche Qualitätsanforderungen. Genügen mehrere Methoden den Anforderungen eines Produktes, so wird die kostengünstigere zu Tragen kommen.
Durch die Industrie 4.0 werden die Produkte und Produktionsprozesse zunehmend digitalisiert, wodurch unterschiedliche Produktionsprozesse miteinander kommunizieren können und zukünftig auch autonom interagieren können.
Produktionsprozesse stehen in engem Zusammenhang mit anderen Prozessen eines Betriebs wie Forschung und Entwicklung, der Finanzwirtschaft und dem betrieblichen Rechnungswesen, dem Personalmanagement oder dem Vertrieb und Kundendienst. Besonders eng verbunden sind die  Produktionsprozesse mit logistischen Prozessen, die der Beschaffung und dem Supply-Chain-Management, dem internen Materialfluss und der Distribution dienen. Zusammen mit dem Arbeits- und Geschäftsprozess bilden sie den Kern der Prozesskette in Industriebetrieben.

## Beispiel
Ein Beispiel für den Ablauf eines chemischen Produktionsprozesses (Isoliermittel):
- Die Arbeitsvorbereitung plant die SOLL-Produktionsdaten.
- Die Planwerte werden an den Produktionsbereich weitergegeben.
- Die Produktion beginnt mit dem Vermischen mehrerer Rohstoffe.
- Diese werden von einem Betriebsmittel in Formen gepresst.
- Über ein Band werden die Rohstoffe zum Hochofen transportiert.
- Bei über 1000 °C erfolgt der Schmelzprozess im Hochofen.
- Über Platindüsen erfolgt die weitere Bearbeitung.
- Im Schacht wird Bindemittel beigegeben.
- Über den Schacht fallen die Isolierfasern auf das Band.
- Es entsteht ein Isoliermittelflies, das nach Maß geschnitten wird.
- Die Produktionssicherung prüft die IST-Produktionsdaten.
- Sie nimmt einen SOLL-IST-Vergleich vor.
- Bei Unregelmäßigkeiten in der Produktion ist nachzusteuern.

## Merkmale von Produktionsprozessen
Produktionsprozesse werden nach verschiedenen Merkmalen unterschieden. Unterschieden werden die Fertigungstypen nach dem Mengenfall, der Art des Absatzes sowie der Art der Organisation.
|                      | Organisationstypen | Organisationstypen | Organisationstypen | Organisationstypen | Organisationstypen | Organisationstypen |
| -------------------- | ------------------ | ------------------ | ------------------ | ------------------ | ------------------ | ------------------ |
| Fertigungstypen      | Werkbank           | Werkstatt          | Gruppen            | Fließreihe         | Fließstraße        | Fließband          |
| Einmalfertigung      |                    |                    |                    |                    |                    |                    |
| Wiederholfertigung   |                    |                    |                    |                    |                    |                    |
| Kleinserienfertigung |                    |                    |                    |                    |                    |                    |
| Sortenfertigung      |                    |                    |                    |                    |                    |                    |
| Großserienfertigung  |                    |                    |                    |                    |                    |                    |
| Massenfertigung      |                    |                    |                    |                    |                    |                    |

### Unterteilungskriterium: Menge
(Auch als Prozesstyp, Fertigungsart oder Repetitionstyp der Fertigung teilweise auch direkt als Fertigungstyp bezeichnet)
- Einzelfertigung: Jedes Erzeugnis wird individuell und einmalig hergestellt. Keines der erzeugten Güter gleicht völlig oder annähernd dem anderen. Es handelt sich dabei um Sonder- oder Maßanfertigungen, wie beispielsweise der Schiffbau oder ein Maßanzug. Dies kann sukzessiv (einmalig) oder simultan (nebeneinander) geschehen. Weitere Beispiele: Brücken, Lifte, maßgefertigte Küchen, chemische Großanlagen etc.
- Serienfertigung: Es wird eine begrenzte Stückzahl gleichartiger Konsum- oder Investitionsgüter hergestellt. Werden zur Produktion der einzelnen Serien die gleichen Produktionsanlagen benutzt, so müssen sie entsprechend umgerüstet werden, was in der Regel mit besonderen Umrüstkosten verbunden ist. Nach der Menge der erzeugten Produkte unterscheidet man zwischen Klein-, Mittel- und Großserienfertigung. Beispiele: verschiedene Modelle einer Automarke, Pharmaerzeugnisse etc.
- Sortenfertigung: Hier werden nacheinander verschiedene Varianten gleichartiger Erzeugnisse hergestellt, z. B. unterschiedliche Sorten von Schrauben. Die Produkte unterscheiden sich hinsichtlich des Herstellungsprozesses, sowie der verwendeten Rohstoffe nicht, sondern nur hinsichtlich der Funktionalität, Abmessung oder Gestalt (Größe, Farbe etc.). Weitere Beispiele: Fertigung von Schuhen, Fruchtjoghurts etc.
- Massenfertigung: Es handelt sich hier um die Fertigung größerer Mengen homogener Güter für einen „anonymen Markt“, also für Lager oder Vorfertigungen. Dies kann einmalig oder roulierend geschehen. Bei der Massenfertigung kann der Betrieb die Rationalisierungsmöglichkeiten, die durch die große Stückzahl gegeben sind, voll nutzen und niedrige Stückkosten erzielen. Aufgrund der Automatisierung des Produktionsprozesses sind keine Umrüstungen der Produktionsanlagen notwendig. Beispiele: Zement, Gummibärchen, Bier, Zigaretten etc.

### Unterteilungskriterium: Auftrag
Nach dem Auftragstyp lassen sich die individuelle und anonyme Fertigung unterscheiden.

### Unterteilungskriterium: Absatz
- Lagerfertigung:
- Auftragsfertigung:
- Programmfertigung:

Die unterschiedlichen Fertigungsablaufprinzipien haben starken Einfluss auf die logistische Leistungsfähigkeit von Produktionsprozessen. So besitzt beispielsweise eine Lagerfertigung aufgrund ihrer Struktur keine Flexibilität bezüglich des Produkts, wogegen die Auftragsfertigung bezüglich Lieferzeit und Produktionskosten Nachteile gegenüber der Lagerfertigung hat. Aufgrund des Wunsches des Kunden zu kundenindividuellen Produkten bei niedrigen Preisen kommt der Programmfertigung eine steigende Bedeutung zu. Unter dem Stichwort Individualisierte Massenfertigung (mass customization) wird versucht die Vorteile der Lager- und der Auftragsfertigung zu kombinieren.

### Unterteilungskriterium: Organisation
(Auch als Fertigungsablaufart, Ablaufart oder Organisationstyp der Fertigung bezeichnet)
Anlehnend an Schuh lässt sich die Ablaufart der Fertigung anhand der Kriterien räumliche Anordnung und Bewegungsablauf der Fertigungsobjekte unterscheiden.

#### Kriterium: Räumliche Anordnung
Auch Anordnungstyp oder Fertigungsprinzip genannt.
- Fließfertigung: Nach der Definition von Mäckbach/Kienzle (Fließarbeit 1926) ist die Fließfertigung eine „örtlich fortschreitende, zeitlich bestimmte lückenlose Folge von Arbeitsgängen“. Bei diesem Fertigungstyp erfolgt die räumliche Anordnung von Betriebsmitteln und Arbeitsplätzen nach dem Fertigungsablauf. Der Produktionsprozess bestimmt also die Anordnung der Maschinen. Die zu bearbeitenden Objekte durchlaufen die einzelnen Arbeitsplätze in dauernder Folge. Eine Mitwirkung der arbeitenden Menschen an der Planung und Kontrolle des Arbeitsprozesses ist nicht oder nur kaum gegeben (Beispiel: Fließbandmontage von Autos). Die Fließfertigung unterscheidet 3 verschiedene Ausprägungen:

1. Bei der Fließbandfertigung werden die einzelnen Arbeitsplätze mit Fließbändern starr verbunden, um einen stetigen und gleichmäßigen Fertigungsfluss zu ermöglichen. Die zeitliche Abstimmung erfolgt durch Vorgabe gleicher Arbeitstakte. Dieser starre Organisationstyp ist durch eine hochgradige Arbeitsteilung und Spezialisierung charakterisiert. Störungen im starren Prozessablauf können zum Produktionsstillstand führen.
2. Bei der Straßenfertigung (auch Fließstraßenfertigung oder Linienfertigung genannt) werden die einzelnen Arbeitsplätze mit Zwischenpuffern miteinander verkettet, um Störungen am Arbeitsplatz aufzufangen. Diese elastische Verkettung ermöglicht einen Produktionsstillstand zu vermeiden. Dieses Fertigungsverfahren findet Anwendung zum Beispiel bei der Nutzfahrzeugherstellung, wo die zeitliche Bindung sich nicht auf den Sekundentakt beläuft.
3. Fließreihenfertigung wenn sich Arbeitsgänge unter keinen Umständen in eine gemeinsame Taktzeit anpassen lassen, dann wird eine Reihenfertigung eingesetzt um die zeitliche Abstimmung fallen lassen zu können. Da kein starrer Arbeitstakt vorgegeben ist, können die Arbeitspersonen das Arbeitstempo gewissermaßen selbst bestimmen.

- Inselfertigung: Das ist eine Form der Gruppenfertigung, bei der eine Gruppe ein Produkt möglichst vollständig in einer Fertigungsinsel herstellt. Voraussetzung hierfür ist, dass alle benötigten Betriebsmittel in der Fertigungsinsel bereitstehen.
- Werkstättenfertigung: hier werden die Betriebsmittel (Produktion) und die Arbeitsplätze mit gleichen oder ähnlichen Verrichtungen räumlich in einer Werkstatt zusammengefasst. Das Produkt wandert gemäß der Ablaufplanung durch die einzelnen Werkstätten, in denen Maschinen eine spezielle Verrichtung ausführen (z. B. hobeln, fräsen, schmieden). Die Organisationsform der Werkstättenfertigung wird gewählt, wenn ein hohes Maß an Flexibilität angestrebt wird, beispielsweise wenn die Art und Anzahl der Arbeitsobjekte häufig wechseln (z. B. Schlosserei, Schweißerei oder Fräserei).

#### Kriterium: Bewegungsablauf der Fertigungsobjekte
- Baustellenmontage: ist durch ein ortgebundenes Arbeitsobjekt gekennzeichnet. Verrichtungen erfolgen an der Baustelle.
- Fließmontage:
- Gruppenmontage: Sie ist durch eine Zusammenfassung von Menschen und Arbeitsplätzen für gleichartige Teilprozesse gekennzeichnet, die im Verrichtungsprinzip organisiert werden, während sonst Werkstättenfertigung vorherrscht. Die Gruppenfertigung ist also eine Kombination von mehreren Fertigungsverfahren unter Ausnutzung der Vorteile von Fließ- und Werkstättenfertigung bzw. Vermeidung der Nachteile.
- Reihenmontage:

#### Kriterium: Ortsabhängigkeit
- ortsgebundene Fertigung – hier werden Arbeitskräfte, Material und Betriebsmittel an den Standort des zu produzierenden Objekts herangebracht. Vor allem im Hochbau ist die ortsgebundene Baustellenfertigung verbreitet, aber auch beim Bau von Heizungsanlagen, Aufzügen und Kraftwerken (z. B. Schiffbau, Werkstättenfertigung, Fabrik).
- ortsungebundene Fertigung – bei diesem Fertigungsform sind Mensch und Arbeitsgegenstand beweglich. Das trifft z. B. im Tiefbau für ortsungebundene bzw. wandernde Baustellen (Wanderbaustelle) im Straßen-, Brücken- oder Tunnelbau zu.

#### Sonstiges
- Werkbankfertigung: hier werden handwerkliche Arbeitsprozesse ohne Unterstützung durch Maschinen von Anfang bis zum Ende von einer Arbeitsperson oder einer Arbeitsgruppe an einer Bearbeitungsstation ausgeführt. Es gibt daher meist keinen zwangsläufigen Übergang zu anderen Arbeitsplätzen. Hergestellt werden meistens Einzelstücke oder kleine Serien.
- Prozessfertigung: Bei der Prozessfertigung werden keine abzählbaren Einheiten (Autos, Schrauben, Gummibärchen), sondern Flüssigkeiten, Gase, Gemische oder Granulate in einem kontinuierlichen oder diskontinuierlichen Prozess hergestellt.

Weitere Stichworte:
- Unterscheidung zwischen klassischen und modernen „intelligenten“ Produktionsprozesse
- Unterschiedliche Sichtweisen auf Produktionsprozesse (u. a. (betriebs)wirtschaftlich, arbeitswissenschaftlich, (industrie)soziologisch)

## Produktionsprozesse und Produktionsnetzwerke
Im Rahmen der Globalisierung werden die Produktionsprozesse bei weltweit operierenden Unternehmen auf viele unterschiedliche und spezialisierte Fertigungswerke aufgeteilt. Dadurch entstehen globale Produktionsnetzwerke, zwischen denen ein Fertigungs- und Lieferverbund besteht, der genau zu planen und zu steuern ist. Dies gilt z. B. für die Automobilindustrie, wo einzelne Automobilkonzerne über einhundert Produktionsstätten besitzen. Zudem haben die Automobilhersteller wie Toyota, Mercedes oder Volkswagen ein eigenes Produktionssystem (Unternehmen) entwickelt, um die Produktionsprozesse zu vereinheitlichen und damit besser beherrschbar zu machen und um weltweit eine einheitliche Produktqualität sicherzustellen (s. a. Toyota-Produktionssystem).

## Produktionsstrukturtyp
Der Produktionsstrukturtyp (auch Materialflussstrukturtyp oder Vergenztyp) beschreibt, wie gefertigte Produkte aus den dafür notwendigen Werkstoffen erzeugt werden.
- Synthetische Fertigung, auch konvergierende Fertigung (mehrere Teile werden zu einem Produkt zusammengefügt)

Beispiel: Ein Auto wird aus einzelnen Teilen und Baugruppen zusammengesetzt
- Analytische Fertigung, auch divergierende Fertigung (mehrere Produkte werden aus einem einzelnen Werkstoff erzeugt)

Beispiel: Aus Rohöl lassen sich Diesel, Benzin und weitere Kohlenwasserstoffe gewinnen.
- Serielle Fertigung, auch glatte, durchgängige oder lineare Fertigung genannt (ein Werkstoff wird lediglich bearbeitet)

Beispiel: Aus einem Baumstamm wird ein Dachbalken hergestellt
- Mischformen, umgruppierende Fertigung (bei der Herstellung von Produkten kann ein Mix aus den oben genannten Anordnungstypen vorliegen)

## Sonderformen
- Chargenfertigung: Die Chargenfertigung ist eine Sonderform, bei der sich das Ergebnis der Fertigung von einem anderen qualitativ unterscheidet oder unterscheiden kann, das Unterscheidungskriterium also die genaue Qualität der Endprodukte ist. Sie bezeichnet also einen Fertigungsprozess, der aufgrund des Produktionsverfahrens nicht endlos, sondern in einzelnen Chargen durchgeführt wird. Entscheidend für die Klassifizierung ist hierbei nicht, ob die Inputs in bestimmten Gebinden bereitgestellt werden (z. B. Papier auf Paletten), sondern dass z. B. eine Maschine nicht in der Lage ist, einen endlosen Strom des Ausgangsmaterials zu verarbeiten. Beispiele: Braukessel (Bier), Knetschüssel (Brötchen), Acker (Kartoffeln), Produktionsvorgänge, bei denen es auf exakte Mischung ankommt (Medizin).
- Kuppelproduktion (auch Verbundproduktion): Bei der Kuppelproduktion entstehen in einem Teilprozess der Fertigung zwei oder mehr Produkte gleichzeitig, wobei der Mengenanteil der Kuppelprodukte fest oder variabel sein kann.[1]